# Defensa simètrica
La defensa simètrica (o defensa austríaca) és una obertura d'escacs que comença amb els moviments:
1.d4 d5
2.c4 c5
|  |

## Introducció
Descrita per escrit per primer cop per Alessandro Salvio el 1604, l'obertura se cita sovint com a «defensa austríaca» perquè fou estudiada per jugadors austríacs com ara Hans Haberditz (c. 1901–57), Hans Müller (1896–1971), i el GM Ernst Grünfeld.
La defensa simètrica és una variant poc comuna del gambit de dama refusat.
Planteja el principal test per la teoria del gambit de dama, ja que les negres intenten igualar simplement copiant els moviments de les blanques.
La majoria dels teòrics de les obertures creuen que les blanques haurien d'obtenir l'avantatge, i que en el millor dels casos les negres estan jugant per taules.

## 3.cxd5
Les blanques sovint contesten 3.cxd5,
però són jugables altres moviments, i haurien de portar a transposicions en variants més ben conegudes com ara el gambit de dama acceptat i la defensa Tarrasch.
Després de 3.cxd5 no és possible per les negres de fer 3...Dxd5, perquè tant 4.Cf3 cxd4 5.Cc3 Da5 6.Dxd4 o 5...Dd8 6.Dxd4 Dxd4 7.Cxd4 dona a les blanques un gran avantatge de desenvolupament.
En canvi, les negres haurien de fer 3...Cf6 intentant recapturar a d5 amb el cavall.
Les blanques haurien de mantenir l'avantatge tant amb 4.Cf3 com amb 4.e4.
Són continuacions possibles 4.Cf3 cxd4 5.Cxd4 Cxd5 6.e4 Cc7 o 4.e4 Cxe4 5.dxc5 Cxc5 6.Cc3 e6.